# 自黏便箋
自黏便箋（英語：Sticky Notes）是Windows 7、Windows 8和Windows 10中內置的桌面便箋應用程式。該應用程式可以讓用戶通過電子便箋快速記筆記。
自黏便箋的靈感來自於2002年的Windows XP Tablet Edition，並作為Windows Vista中Windows桌面側邊的小工具。據微軟表示，截至2016年4月，自黏便箋每月有800萬用戶。該應用程式也內置於Outlook.com和Microsoft Teams中。

## 開發
最初的自黏便箋是Windows Vista附帶的一個小工具，小工具在Windows 7中也可以使用，儘管自黏便箋本身成為了構建在Win32平台上的獨立應用程式，仍然可以在啟動時打開，但此版本不直接支持用數位筆輸入。自黏便箋打開後會以黃色為默認的顏色，但提供了其他五種顏色，還具有跳躍清單和預覽縮圖來顯示堆疊起來且會自動保存的便箋。此版本在Windows 8和初版的Windows 10中重複使用。
在2016年發布的Windows 10週年更新中，引入了基於通用Windows平台構建的新版自黏便箋。它可以作為獨立應用程式或作為Windows Ink工作區的一部分。後者會導致便箋後面的空間變得模糊。新版本可支持用筆來輸入，可以識別手寫辨識、基本文本、圖片中的單詞和字母。它旨在貼在桌面上或四處移動。新的便箋會在輸入或寫入股票代碼時會提供股票信息，輸入或寫入航班編號時提供航班信息，並且加入了Cortana，可以根據包含日期的便箋創建提醒。與Windows 7版本不同的是，此版本的預覽縮圖顯示的是儲存的圖片，而不是用戶創建的便箋，並且最初沒有跳躍清單，但在2017年2月6日的1.6.2版本中添加了跳躍清單。

## 系統需求（UWP）[13]
|          | 最低規格                          | 建議規格                          |
| -------- | --------------------------------- | --------------------------------- |
| 作業系統 | Xbox/Windows 10版本1903或更高版本 | Xbox/Windows 10版本1903或更高版本 |
| 系統平台 | ARM、x64、x86                     | ARM、x64、x86                     |
| 鍵盤     | 巨集鍵盤                          | 不適用                            |
| 電腦     | 不適用                            | 基於Intel的Windows 10電腦         |

## 跨平台
自黏便箋可以跨多個設備來同步筆記，不僅可以同步到Windows設備，還可以同步到運行OneNote、Outlook和Microsoft 365的iOS與Android設備。
OneNote網站上也提供了一個用於編輯便箋的網址，名稱為onenote.com/stickynotes。
在Android設備上，Microsoft Launcher可以顯示與OneNote應用程式本地實例同步的便箋。

## 外部連結
- Windows Store上的自黏便箋